# Chợ Pak Khlong
Pak Khlong Talat (tiếng Thái: ปาก คลอง ตลาด, đọc là: Pạc Khlong Tà-lạt, có nghĩa là Chợ ở miệng kênh) là một chợ lớn ở Bangkok, Thái Lan. Đây là chợ bán sỉ các loại hoa, trái cây, và rau quả. Chợ này là nơi thu hút du khách tham quan. Chợ nằm trên đường Chak Phet và cầu Tưởng niệm.. Chợ hoạt động gần như 24/24 giờ trong ngày. Đây được xem là ngôi chợ tiêu biểu ở Thái Lan.

## Lịch sử
Trong thời gian trị vì của vua Rama I (1782-1809), nó là một ngôi chợ nổi sầm uất ghe thuyền đến từ khắp nơi và từ những vùng quê khác nhau. Đến thời vua Rama V (1868-1910), nó là một chợ cá. Chợ cá này hoạt động trong suốt hơn 60 năm qua.
Ngày nay, chợ là một chợ hoa nổi tiếng trong nước lẫn ngoài nước, là nơi cung cấp hoa cho cả nước. Hoa ở đây phần lớn được mang từ các địa phương đến đây như: Nakhon Pathom, Samut Sakhon, và Samut Songkhram, hay những vùng xa xôi hơn như Chiang Mai hay Chiang Rai.

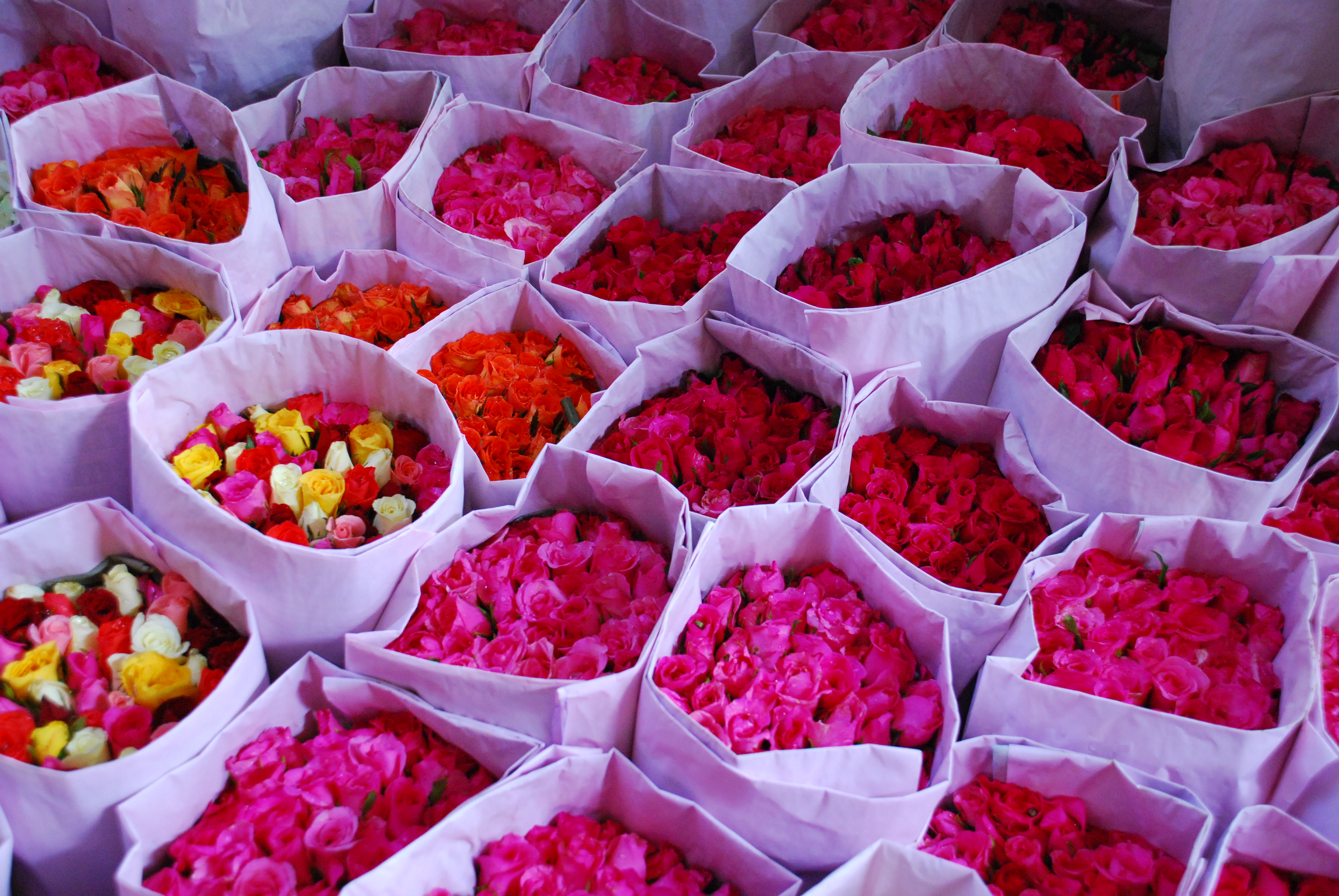
Hoa hồng ở Pak Khlong Talat

Ngoài hoa tươi, hoa khô, hoa giả, và hàng trăm giống hoa khác, chợ còn là đầu mối của hoa kết sẵn – một loại bùa thiêng liêng và đặc trưng trên đất nước Thái Lan. Hoa nhài - (dok mali (ดอกมะลิ) được kết tròn được xem là chiếc vòng mang lại điềm may mắn được bày bán khắp chợ.. Vòng hoa vạn thọ - vòng hoa dùng để dâng cúng các thánh thần hay các vị vua- cũng được bày bán nhiều ở đây.

## Giờ hoạt động chính
Nhộn nhịp nhất là khoảng từ 21h đến 2h sáng.

## Tham quan
Đặc biệt, tham quan chợ này, du khách phải tham quan lúc nửa đêm, lúc 2-3 h sáng là thích hợp nhất để khám phá nét đẹp của chợ.

## Đánh giá
Website Du lịch Việt Nam đánh giá, Pak Khlong Talat, là nằm trong danh sách 5 khu chợ hấp dẫn nhất ở Bangkok. Nơi đây thu hút rất nhiều khách du lịch, và cũng là một khu chợ địa phương sôi động, hấp dẫn đối với người Thái bản địa.